# اچ‌ام‌اس ترپسیکور (آر۳۳)
اچ‌ام‌اس ترپسیکور (آر۳۳) (به انگلیسی: HMS Terpsichore (R33)) یک کشتی بود که طول آن ۳۶۳ فوت (۱۱۱ متر) بود. این کشتی در سال ۱۹۴۳ ساخته شد.